# کانابیدیول
کانابیدیول یا سی‌بی‌دی یک فیتوکانانابینوئید است که در سال ۱۹۴۰ کشف شد. سی‌بی‌دی یکی از ۱۱۳ کانابینوئید کشف شده در گیاه شاه‌دانه است و تا غلظت چهل درصد در عصاره شاه‌دانه یافت می‌شود.
از سال ۲۰۱۹، تحقیقات بالینی در مورد CBD انجام گرفت و بر تأثیر این ماده به روی اضطراب، شناخت، اختلالات حرکتی و درد مطالعه شد، اما گفته می‌شود هنوز مدارک با کیفیتی که تأثیر این ماده بر این شرایط را اثبات کند وجود ندارد.
کانابیدیول را می‌توان به روش‌های مختلفی از جمله استنشاق، کشیدن شاه‌دانه در سیگاری یا ویپ، استفاده از اسپری آئروسل در گونه یا از طریق دهان وارد بدن کرد. این ماده در برخی کشورها در فرم روغن CBD (که تنها ماده فعالش سی بی دی بوده بدون اینکه تتراهیدروکانابینول (THC) یا ترپنها که در ماریجوانا (گل) موجود است را دارا باشد، ونتیجتا به دلیل نبودن تی اچ سی یا مقدار کم آن خاصیت روان‌انگیز ماریجوانا را ندارد)، روغن عصاره همپ، کپسول، شاهدانه خشک شده یا محلول مایع تجویز می‌شود. سی بی دی تأثیرات روان‌گردان دختر خاله‌اش تی اچ سی را ندارد هم‌چنین حضور مقادیر بالای سی بی دی در بدن می‌تواند تأثیرات (منفی) تی اچ سی را کاهش دهد.
انواع  مختلف مکمل CBD
مکمل سی بی دی در انواع مختلفی تولید و به فروش می‎رسد. این مسئله به افراد اجازه می‌دهد که متود مورد سلیقه خود برای استفاده از CBD را استفاده انتخاب کنند و در نتیجه آن، طیف بیشتری از مزایای این مکمل بهره‌مند خواهند شد.

#### روغن و سایر مایعات
شرکت‌های تولید کننده CBD این ماده را به روغن و یا نوعی دیگر از مایعات اضافه می‌کنند. این نوع از مکمل CBD به روش خوراکی استفاده شده و از طریق قطره چکان به شکل زیرزبانی مورد مصرف قرار می‌گیرد.

#### کرم‌ها و لوسیون‌ها
قابلیت جذب CBD از طریق پوست نیز وجود دارد و این ماده می‌تواند به عنوان کرم و یا لوسیون مورد استفاده قرار گیرد. این نوع از مکمل CBD بهترین روش مصرف برای کاهش درد مفاصل و بهبود شرایط پوست است.

#### سایر انواع مکمل CBD
علاوه بر روغن و مایعات و همچنین کرم و‍‌ها و لوسیون‌ها، امکان مصرف CBD از طریق قرص و کپسول، آدامس جویدنی و همچنین استنشاق کردن وجود دارد.
در سال ۲۰۱۸ در ایالات متحده، داروی کانابیدیول با نام تجاری Epidiolex برای درمان اختلال صرع توسط سازمان غذا و دارو آمریکا تصویب شد.
وضعیت قانونی سی بی دی در ایران مشخص نیست.

## ارجاعات
1. ↑  "cannabidiol (CHEBI:69478)". www.ebi.ac.uk.
2. ↑  Mechoulam R, Parker LA, Gallily R (November 2002). "Cannabidiol: an overview of some pharmacological aspects". Journal of Clinical Pharmacology. 42 (11 Suppl): 11S–19S. doi:10.1002/j.1552-4604.2002.tb05998.x. PMID 12412831.
3. ↑  Scuderi C, Filippis DD, Iuvone T, Blasio A, Steardo A, Esposito G (May 2009). "Cannabidiol in medicine: a review of its therapeutic potential in CNS disorders". Phytotherapy Research (Review). 23 (5): 597–602. doi:10.1002/ptr.2625. PMID 18844286.
4. ↑  Campos AC, Moreira FA, Gomes FV, Del Bel EA, Guimarães FS (December 2012). "Multiple mechanisms involved in the large-spectrum therapeutic potential of cannabidiol in psychiatric disorders". Philosophical Transactions of the Royal Society of London. Series B, Biological Sciences (Review). 367 (1607): 3364–78. doi:10.1098/rstb.2011.0389. PMC 3481531. PMID 23108553.
5. ↑  Black, Nicola; Stockings, Emily; Campbell, Gabrielle; Tran, Lucy T.; Zagic, Dino; Hall, Wayne D.; Farrell, Michael; Degenhardt, Louisa (December 2019). "Cannabinoids for the treatment of mental disorders and symptoms of mental disorders: a systematic review and meta-analysis". The Lancet. Psychiatry. 6 (12): 995–1010. doi:10.1016/S2215-0366(19)30401-8. ISSN 2215-0374. PMC 6949116. PMID 31672337.
6. 1 2  VanDolah, Harrison J.; Bauer, Brent A.; Mauck, Karen F. (September 2019). "Clinicians' guide to cannabidiol and hemp oils". Mayo Clinic Proceedings. 94 (9): 1840–1851. doi:10.1016/j.mayocp.2019.01.003. ISSN 1942-5546. PMID 31447137.
7. ↑  Iseger TA, Bossong MG (March 2015). "A systematic review of the antipsychotic properties of cannabidiol in humans". Schizophrenia Research. 162 (1–3): 153–61. doi:10.1016/j.schres.2015.01.033. PMID 25667194.
8. ↑  Campos AC, Moreira FA, Gomes FV, Del Bel EA, Guimarães FS (December 2012). "Multiple mechanisms involved in the large-spectrum therapeutic potential of cannabidiol in psychiatric disorders". Philosophical Transactions of the Royal Society of London. Series B, Biological Sciences (Review). 367 (1607): 3364–78. doi:10.1098/rstb.2011.0389. PMC 3481531. PMID 23108553.
9. ↑  Boggs, Douglas L; Nguyen, Jacques D; Morgenson, Daralyn; Taffe, Michael A; Ranganathan, Mohini (2018). "Clinical and preclinical evidence for functional interactions of cannabidiol and Δ9-tetrahydrocannabinol". Neuropsychopharmacology. 43 (1): 142–154. doi:10.1038/npp.2017.209. ISSN 0893-133X. PMC 5719112. PMID 28875990.
10. ↑  Aizpurua-Olaizola O, Soydaner U, Öztürk E, Schibano D, Simsir Y, Navarro P, Etxebarria N, Usobiaga A (February 2016). "Evolution of the Cannabinoid and Terpene Content during the Growth of Cannabis sativa Plants from Different Chemotypes". Journal of Natural Products. 79 (2): 324–31. doi:10.1021/acs.jnatprod.5b00949. PMID 26836472.
11. ↑  "FDA approves first drug comprised of an active ingredient derived from marijuana to treat rare, severe forms of epilepsy". US Food and Drug Administration (FDA). June 25, 2018. Retrieved June 25, 2018.

## برای مطالعهٔ بیشتر
https://bodyknowledge.ir/CBD-%DA%86%DB%8C%D8%B3%D8%AA
- "Cannabidiol". Drug Information Portal. U.S. National Library of Medicine.